# Vilebrequin (chaîne YouTube)
Pour les articles homonymes, voir Vilebrequin.
Vilebrequin est une chaîne YouTube francophone consacrée à l'automobile sur un ton humoristique et décalé, créée en janvier 2017 par deux vidéastes web français, Pierre Chabrier et Sylvain Levy. Elle cesse son activité le 7 décembre 2023.

## Historique

### Création de la chaîne

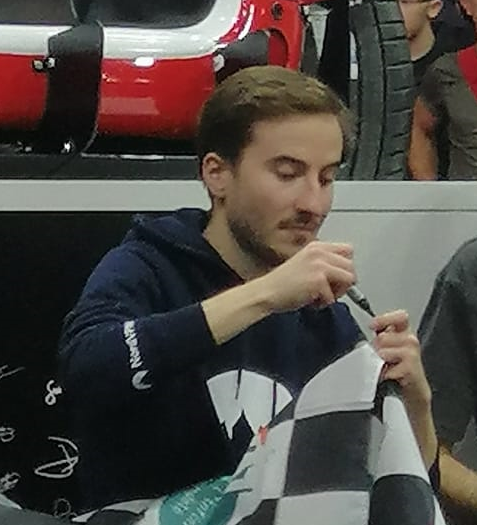
Sylvain Levy au Mondial de l'Automobile de Paris 2022.

Sylvain Levy, alors employé au sein de l'entreprise Valeo, rencontre Pierre Chabrier, directeur de la photographie, à l'occasion d'un covoiturage en 2016,. Les deux hommes se lient d'amitié et se découvrent une passion commune pour le monde de l'automobile. Ils décident de créer la chaîne YouTube Vilebrequin le 5 janvier 2017. Ce nom est adopté en référence au dispositif mécanique et à la marque de vêtements du même nom, ainsi que pour son aspect jugé décalé par le duo.

### Premiers succès
Les deux vidéastes publient pour la première fois du contenu sur leur chaîne en juillet 2017. Leur notoriété croît lentement au cours des mois suivants, tout en restant limitée ; ils connaissent leur premier grand succès en avril 2018, avec une vidéo où ils tentent, sur route fermée, de franchir un dos d'âne à 130 km/h.
En septembre 2018, Sylvain Levy est sommé par son employeur Bosch de quitter l'entreprise, jugeant cette autre activité de vidéaste web, parfois filmée dans les locaux de la marque, incompatible avec son travail. Avec ses 89 000 abonnés, il ne gagne qu’environ 300 € par mois grâce à ses vidéos. En 2018 et 2019, la notoriété de la chaîne grandit pour atteindre 356 000 abonnés en janvier 2020. Le duo est invité à plusieurs reprises, début 2019, dans l'émission Sans se braquer sur Automoto la chaîne,,,.
Les deux créateurs gagnent en popularité, notamment grâce à une approche humoristique et décalée, jusque dans leurs collaborations publicitaires,.
Début 2022, la chaîne atteint le nombre de 1,72 million d'abonnés.

### Projet 1000tipla
En septembre 2020, les deux vidéastes lancent le projet de transformer un Fiat Multipla en véhicule dépassant 1 000 chevaux, soit une puissance comparable à une Bugatti Veyron,. Pour financer le projet estimé à 50 000 € minimum, ils font appel à leurs abonnés et ouvrent une cagnotte sur le site KissKissBankBank. Une journée plus tard, le montant collecté dépasse les 300 000 €, battant ainsi le record d'Europe de récolte de fonds en vingt-quatre heures du site KissKissBankBank,,,. Devant le succès de la collecte, ils fixent un nouvel objectif à 750 000 € pour homologuer leur véhicule pour la route, et un autre palier à un million d'euros afin de lancer leur propre évènement automobile (qui deviendra le Merguez Tuning Show). La cagnotte ferme le 8 novembre 2020 en ayant dépassé le million d'euros collecté auprès de plus de 19 000 internautes,,.
En février 2023, le duo présente les résultats du passage au banc de leur 1000tipla. Ceux-ci indiquent une puissance maximale de 1 294 chevaux et un couple de 1 580 N m.
Le 7 juin 2023, le duo inaugure la 91e édition des 24 Heures du Mans en effectuant une parade avec le 1000tipla, atteignant la vitesse maximale du véhicule.

### Confirmation

#### Grand Rex
Le 26 avril 2022, ils privatisent la salle de cinéma du Grand Rex à Paris pour un spectacle de plusieurs heures, ainsi que pour la présentation en avant-première de leur vidéo : On prend un dos d'âne à 170 km/h,. L'évènement, destiné à fêter les 4 ans de la chaîne, rassemble plus de 2 700 fans,.

#### GP Explorer
Le 8 octobre 2022, les deux vidéastes participent au GP Explorer, organisé par le vidéaste Squeezie,. Sylvain en sort vainqueur devant 21 autres pilotes et Pierre finit 22e, à la suite d'un accrochage avec Xari. Dans les heures après la course, la chaîne YouTube dépasse les deux millions d'abonnés et totalise plus de 384 millions de vues,.
La participation des 2 vidéastes à la seconde édition du GP Explorer est annoncée le 3 mai 2023. Le 28 juillet 2023, Peugeot annonce un partenariat avec le duo pour l'occasion[source secondaire souhaitée]. Sylvain termine 2e et Pierre termine 6e. Ils permettent à leur écurie NordVPN de terminer première du GP Explorer 2 au classement par équipes[source secondaire souhaitée].

#### Mondial de l'automobile
Invités au Mondial de l'automobile de Paris 2022, les deux vidéastes y dévoilent la version définitive du 1000tipla sur un stand à leur nom de plus de 500 m2,. Leur stand est l'une des attractions du salon automobile,,.

#### Merguez Tuning Show
Faisant suite à la cagnotte du 1000tipla, le duo annonce l'organisation d'un évènement automobile communautaire, appelé le Merguez Tuning Show. Celui-ci a lieu le 4 juin 2023 sur le circuit de Nevers Magny-Cours, et accueille entre 50 000 et 60 000 participants,,,. L'événement est géré par Bump, également organisateur du GP Explorer.
Toyota organise des baptêmes de piste et de franchissement lors du Merguez Tuning Show,. Diverses autres activités sont proposées : tracteurs-tondeuses, karting, auto-tamponneuses, simulateur de conduite, casse de véhicules, baptême d’hélicoptère mais aussi un laser game, une pêche au canard, un salon de tatouage, une grande roue et une série de concerts, conclue avec le rappeur Lorenzo,.
Le 1000tipla, présenté lors de l'évènement, est conduit par le pilote Julien Gilbert.
Si l'événement reçoit des retours positifs de nombreux visiteurs, il rencontre toutefois également des critiques virulentes, en particulier sur les longues files d'attente pour la majorité des activités ou services proposés, et des embouteillages de plusieurs heures pour arriver à l'événement,,,. Sylvain Levy et Pierre Chabrier exprimeront leur mécontentement sur des prestataires s'étant « surestimés » sur le flux de visiteurs, expliquant avoir eux-mêmes « fait le maximum sur l'organisation ».

### Affaire judiciaire
Dans une vidéo de 2021 intitulée Les vitres blindées, ça marche vraiment ?, les deux vidéastes testent tout un arsenal d'armes à feu sur un Peugeot 807 blindé dans une zone présentée comme sécurisée et encadrée, dans les Ardennes. Cependant, la personne désignée comme étant l'encadrant de la session ne détenait en réalité aucune autorisation pour organiser cette initiation au tir. Cette infraction vaut à Sylvain Levy, Pierre Chabrier, et leur encadrant une comparution devant le tribunal de Charleville-Mézières pour « port d'arme prohibé », l'encadrant étant également poursuivi pour « organisation d'une séance de tir d'initiation par une personne non autorisée ». Une autre vidéo nommée Exploser une voiture en tirant sur le réservoir : c'est possible ?, publiée fin 2022, est également concernée.
Le jugement des trois hommes devait avoir lieu le 11 septembre 2023, puis a été repoussé au 18 décembre 2023, un renvoi ayant été demandé par l’un des avocats de la défense,. Le 18 décembre, les deux vidéastes sont finalement condamnés à payer chacun 3 000 € d'amende, soit plus que les réquisitions du parquet (500 € d'amende), mais sont exempts d'une peine de prison avec sursis (6 mois avaient été requis). L'encadrant a quant à lui été condamné à 2 000 € d'amende et à la confiscation des armes utilisées.

### Arrêt de la chaîne YouTube
Le 7 décembre 2023, le duo annonce la fin de la chaîne Vilebrequin,,. Ils déclarent : « On a des objectifs qui deviennent différents. On a des visions de la vie qui deviennent différentes. On a des vies personnelles qui deviennent différentes »,. Sylvain et Pierre annoncent se lancer dans des projets individuels sur Twitch et YouTube,,.

#### Polémiques sur la fin de la chaîne
À partir d’août 2024, un différend public oppose les deux anciens associés de la chaîne Vilebrequin à propos de la propriété du véhicule 1000tipla et de la gestion de la société Vilebrequin,,,,,. Les échanges prennent la forme de vidéos publiées sur leurs chaînes respectives,,,,, accompagnées d’accusations réciproques et de menaces de poursuites judiciaires,,. Ce conflit suscite un large écho sur les réseaux sociaux et dans les médias, entraînant des réactions contrastées du public et une évolution notable du nombre d'abonnés sur leurs chaînes Youtube,.

### Top Gear France
Le 17 mai 2023, le duo annonce sur ses réseaux sociaux son arrivée à la présentation de l'émission Top Gear France, diffusée à partir de 2024 sur RMC Découverte et Amazon Prime Video,,,,. Ils sont chargés de relancer l'émission qui a vu son audience baisser de 27 % en 2023.
Malgré l'arrêt de la chaîne Vilebrequin, la présence du duo à la présentation de l'émission est confirmée fin 2023,. Le premier épisode animé par les deux vidéastes est diffusé le 15 mars 2024.

## Contenu et formats
Selon Pierre Chabrier, « Attirer les gens, et ces premiers clics, ça a été compliqué. Le thème de notre chaîne est compliqué, parce que la voiture ça fait un peu peur. Mais en fait quand les gens cliquent, ils aiment ce qu'on véhicule. ».
Selon Sylvain Levy, « On a compris que les gens aimaient nous voir nous amuser. On passe juste des bons moments et ils le ressentent. ».
Sur leur chaîne YouTube Vilebrequin, les deux vidéastes alternent des vidéos de vulgarisation technique, des essais de voitures et des expériences improbables sur quatre roues.
Parmi les formats de vidéos les plus emblématiques de la chaîne :
- Ça fait quoi ? : le duo fait rouler un véhicule en dehors de son usage prévu par le constructeur (rouler sans pneus, faire du dérapage avec un bus, passer la première vitesse à 130 km/h), puis le démonte pour constater les dégâts. Dans le format est sorti une vidéo où Sylvain tente de conduire une voiture en étant ivre[85].
- The Petit Tour : dans ce format, Sylvain et Pierre présentent et essaient (sur route ou circuit) un modèle de voiture, généralement emblématique de la marque, ayant marqué son temps ou étant atypique (Hummer H1, Pagani Huyara Roadster par exemple). Il leur arrive aussi de présenter leurs propres véhicules (la Jaguar XKR de Pierre, la Mercedes 500 SEL W140 de Sylvain). Le nom du format est directement inspiré de l'émission d'Amazon Prime Video, The Grand Tour présentée par le trio d'animateurs anglais, Jeremy Clarkson, James May et Richard Hammond. L'acronyme de ce format est « TPT » (« T'es pété »), issu du gimmick « C'est pété ! », fréquemment utilisé par Sylvain et Pierre quand l'un d'eux endommage une partie d'un véhicule[réf. nécessaire].
- L'Essai : la différence avec le format « The Petit Tour » est légère et tend à s'estomper au fil du temps. La principale distinction vient du fait que le véhicule essayé est prêté pendant un temps plus long, permettant ainsi une évaluation plus profonde, ou encore le tournage de petites mises en scènes pour un épisode plus scénarisé – surtout aux débuts de la chaîne[réf. nécessaire].
- Guide Achat : le duo propose des pistes d'achats de véhicules suivant un ou plusieurs critères donnés (budget, gamme, type de moteur, puissance, etc.)[réf. nécessaire].
- Vultech : au travers de ce format, Sylvain vulgarise la mécanique d'une voiture et les différents éléments qui la composent (boîte de vitesses, courroie de distribution…). Certains épisodes sont également consacrés à l'histoire de marques automobiles emblématiques (Peugeot, Pagani, ou encore Mercedes-Benz), de grandes courses et compétitions mécaniques (24 Heures du Mans, WRC, Tourist Trophy de l'île de Man), de certaines voitures de prestige (Bugatti Veyron, McLaren F1), ou encore de concepts cars (Renault Espace F1, Golf GTI W12)[23]. Un running gag des deux vidéastes mentionne régulièrement un hypothétique épisode traitant du différentiel[réf. nécessaire].
- Projet 1000tipla : le projet, initialement parti d'une blague, consiste à placer un moteur de 1 000 chevaux dans un Multipla, considéré comme l'une des voitures les plus laides et étranges de l'histoire de l'automobile[86].
- Projet VSPP : série courte en 3 épisodes centrée sur une Chatenet CH46 offerte à Sylvain à la suite de la perte temporaire de son permis de conduire lors du Tour Auto 2021[87],[88]. Après deux vidéos consacrées à la customisation du véhicule (changement de ligne, débridage, frein à main sur base de katana), celui-ci a été mis aux enchères à la fin de l'année 2022[89].
- 807 Diplomatique Blindé : série courte en 3 épisodes centrée sur un Peugeot 807 blindé, ayant précédemment appartenu à l’État Français, de sa restauration jusqu'à sa destruction au cours de tests de résistance de son blindage[90].

## Dans la culture populaire
Lors de l'édition 2023 de l'événement Place sur Reddit, une représentation du 1000tipla est réalisée.